# Dryopteris yuyamae
Dryopteris yuyamae är en träjonväxtart som beskrevs av Kurata. Dryopteris yuyamae ingår i släktet Dryopteris och familjen Dryopteridaceae. Inga underarter finns listade.